# Medelserhütte
Die Medelserhütte (rätoromanisch Camona da Medel) ist eine Berghütte der Sektion Uto des Schweizer Alpen-Clubs (SAC). Benannt ist die Hütte nach dem Medelsermassiv mit dem Piz Medel (3210 m ü. M.), deren Gipfel die Haupt-Tourenziele der Hütte darstellen. Die Hütte ist im Sommer und teilweise auch im Winter bewartet und verfügt über 55 Schlafplätze in sechs Zimmern: ein Vierer-, ein Fünfer- und ein Sechserzimmer sowie zwei Zehner- und ein Zwanzigerzimmer. Wenn die Hütte unbewartet ist, steht wie auf allen Hütten des SAC ein Winterraum zur Verfügung.

## Lage
Die Hütte steht auf dem Scheitel der Fuorcla da Lavaz, einem Passübergang zwischen der Val Plattas und der Val Lavaz in der Region Surselva, südlich des Vorderrheintals, und ist Ausgangspunkt für zahlreiche interessante Hochtouren in der Medelsergruppe.

## Geschichte
1910 wurde eine erste Holzhütte als Schutzhütte auf der Fuorcla da Lavaz erbaut, die 1934 durch einen Steinbau ersetzt wurde. Dieser auch heute noch bestehende Bau wurde 1984 und 2006 vergrössert und erneuert. Im Jahre 2010 wurde das 100-jährige Bestehen der Hütte gefeiert.

## Gletscher in der Nähe
Von der Gaststube der Hütte aus springt das System der Medelsergletscher (Glatscher da Medel) ins Auge. Dieses Gletscherfeld erstreckt sich vom Fil Liung (der quasi an der Hütte beginnt) bis zum Piz Cristallina in einer Breite von ca. drei Kilometer und ist somit eines der grossen Gletscherfelder der Bündner Alpen. Die einzelnen Lappen werden durch die Nebengipfel Refugi da Camutschs und Piz la Buora auf ca. 2800 m getrennt und heissen Glatscher da Plattas (Ost- und Mittellappen) und Glatscher Davos la Buora (Westlappen). Unter anderem aufgrund der unterschiedlichen Geländeneigungen und der die Lappen trennenden Gebirgsstöcke sind die Gletscher teilweise sehr spaltenreich.
Weiterhin gibt es in einem Seitental der Val Lavaz die Reste des Glatscher da Lavaz, der stark zurückgeht und keine nennenswerten Spalten mehr aufweist. Der Weg von der Hütte auf die Fuorcla Sura da Lavaz und weiter in die Greinaebene führt über diesen Gletscher, der mit geeigneter Ausrüstung problemlos überschritten werden kann (siehe unten).

## Zustiege
- Von Curaglia (Lukmanierpass) 1332 m: Pardatsch - Stavels Veders - Alp Sura - Fuorcla da Lavaz, B, (4 Stunden).
- Von Tenigerbad (Vorderrheintal) 1305 m: Val Vallesa - Alp Rentiert - P. 2028 - Cuolmet - Stavelatsch - Fuorcla da Lavaz, EB, (5½ Stunden).
- Von Fuorns (Lukmanierpass) 1460 m: über die Fuorcla dalla Buora 2292 m: Alpe Puzetta - P. 1909 - Fuorcla dalla Buora - Alp Sura - Fuorcla da Lavaz, EB, (5 Stunden).

## Touren von der Medelserhütte / Gipfelbesteigungen
Routenangaben, Schwierigkeitsgrade und Zeiten nach SAC-Clubführer (siehe auch SAC-Wanderskala, SAC-Berg- und Hochtourenskala)
Karte: Landeskarte 1:25'000
- Lai Encarden, Spaziergang von der Hütte aus, ca. 30 min.
- Piz Caschleglia, 2935 m: L, 1½ h, Hausberg, leichte Kletterei.
- Piz Santeri, 2880 m: EB 2 h, zum Lai Encarden und dann Richtung Nordost über einen Grat und dann den Westhang hinauf zum Gipfel.
- Piz Stavelatsch, 2753 m: EB, 2¼ h, Hüttenweg Richtung Tenigerbad hinunter bis Stavelatsch (2327 m), dann hinauf zur Fuorcla da Stavelatsch und über den Westgrat zum Gipfel.
- Fuorcla dalla Buora: EB, 1½ h, in den Kessel der Alp Sura hinab, dort auf ca. 1990 m über einen Steg den Rein da Plattas queren und dann in Serpentinen immer steiler den Hang hinauf bis zur Fuorcla dalla Buora. Von dort Abstieg zur Lukmanierstrasse möglich, 1½ h bis Fuorns.
- Piz Ault, 2470 m: EB, über Fuorcla dalla Buora, 1¼ h von der Fuorcla.
- Piz la Buora, 2677 m: BG-, über Fuorcla dalla Buora, 1 h von der Fuorcla.

Alle weiteren erwähnten Gipfel und Pässe sind von der Medelserhütte aus über das Gebiet der stellenweise spaltenreichen Medelser Gletscher erreichbar und erfordern entsprechende Alpinerfahrung und Gletscherausrüstung.
- Piz Medel, 3210 m: L, 2½ h, über den Glatscher da Medel, mehrere Varianten möglich.
- Piz Valdraus, 3096 m: L/WS+, 3½ h, über die Reste des Glatscher da Lavaz und dann entweder über den Glatscher da Valdraus oder den Westgrat (WS+).
- Fuorcla Su, 3050 m: L, 2½ h (zwischen Piz Uffiern und Cima di Camadra), über Glatscher da Plattas - Refugi da Camutschs (P.2928).
- Fuorcla Cristallina, 3003 m: L (zwischen Piz Cristallina und Piz Uffiern), wie Fuorcla Su.
- Piz Uffiern, 3150 m: L, 30 min ab Fuorcla Su, oder L/WS, 30 min ab Fuorcla Cristallina.
- Cima di Camadra, 3173 m: L, 3¼ h, über Fuorcla Su und Westgrat.

## Übergänge zu anderen Hütten
- Zu Capanna Scaletta (4 h), Capanna Motterascio (5½ h) oder Terrihütte (5½ h) über Fuorcla Sura da Lavaz 2702 m: L/T4 (weiss-blau-weiss), Val Lavaz - Glatscher da Lavaz - Fuorcla Sura da Lavaz - P. 2495 - P. 2379 - Greinaebene und von dort zu einer der Hütten. Der Glatscher da Lavaz hat keine nennenswerten Spalten mehr; im Spätsommer können Steigeisen jedoch hilfreich sein. Es gelten die üblichen Hinweise[7] für weiss-blau-weiss markierte Alpinrouten. In der Nähe der Fuorcla Sura da Lavaz ist oft eine Steinbockkolonie zu beobachten.
- Zur Terrihütte durch die Val Lavaz, EB, 4½ h, über Stavelatsch - Abzweig Alp Rentiert Dadens - Brücke 1384 m - P. 1650 - Crest la Greina - Terrihütte